# Älvdalens elektriska
Älvdalens elektriska är ett musikalbum av Lena Willemark, utgivet 2006. Willemark (sång, fiol och altfiol) ackompanjeras av Mikael Augustsson (bandoneón och dragspel), Leo Svensson (cello), Haci Ahmed Tekbilek (ney och mey, turkisk flöjt resp. turkiskt oboeliknande blåsinstrument), Verf Lena Egardt (fiol) och Mikael Marin (altfiol).

## Låtlista
Alla låtar är traditionella om inget annat anges.
1. "Åsenpsalm" (Text: Ninne Olsson) – 4:24
2. "Ditt blå" (Musik: Trad. efter Liam O'Flynn, text: Lena Willemark) – 3:00
3. "Mikkelkwenn" (Ekor Anders Andersson) – 3:07
4. "En ödestrand" (Musik: Trad. efter Vickes Johan Persson, text: Ingegerd Monthan) – 9:27
5. "Sväs Märtas kulning" / "Fårlock" – 2:36
6. "Dikka" / "Dieg Anders" – 3:31
7. "Ande" – 3:11
8. "Mjölnarpolskan" – 2:25
9. "Immiln Blaunkk" / "Tommos Anders" (Musik: Lena Willemark, text: Yaşar Kemal, övers.: Katja Waldén, övers. till älvdalsmål: Gunnar Nyström/Trad.) – 3:14
10. "Hoppets dörr" (Text: Lena Willemark) – 3:15
11. "Tommos Kerstins vallåt" / "Silder" / "Vallåtspolska" (Trad./Lena Willemark/Ekor Anders Andersson) – 4:51
12. "Hemvändaren" – 2:45
13. "Fidergerd" – 1:17
14. "Dejlig rosa" – 3:26

### Arrangemang
- Willemark (spår 1, 4, 5, 7, 9b, 10, 12, 13)
- Willemark, Augustsson, Svensson (spår 2)
- Willemark, Egardt, Svensson (spår 6)
- Willemark, Marin, Svensson, Tekbilek (spår 14)
- Willemark, Svensson (spår 8)

## Medverkande
- Lena Willemark – sång, fiol, altfiol
- Mikael Augustsson – bandoneón, dragspel
- Leo Svensson – cello
- Haci Ahmed Tekbilek – ney, mey
- Verf Lena Egardt – fiol
- Mikael Marin – altfiol

## Listplaceringar
| Lista (2006) | Topplacering |
| ------------ | ------------ |
| Sverige      | 59           |